# Corynopuntia aggeria
Corynopuntia aggeria es una especie de choya perteneciente a la familia Cactaceae que se distribuye en Chihuahua en México y Texas en Estados Unidos. La palabra aggeria proviene del latín que significa «apilado» o «amontonado» usado en referencia a su hábito de crecimiento.

## Descripción
Tiene crecimiento subarbustivo, con tallos cilíndricos ramificados de 9 cm de alto y 3 de ancho, formando cúmulos. Sus tubérculos de 18 a 18 mm de largo con areolas de 4 mm de diámetro de color blanquecino. Tiene entre 1 y 4 espinas centrales, a veces más, aplanadas, inclinadas, de color claro y grisáceos. De 1 a 2 espinas radiales de color blanquecino brillante. La flor de color amarillo y el fruto de color verde cuando está maduro. La floración ocurre entre los meses de marzo y abril, mientras la fructificación entre abril y mayo.
No se tiene registro de uso o comercialización de esta especie.

## Distribución
Habita los estado de Chihuahua en México y Texas en Estados Unidos.

## Hábitat
Habita matorrales xerófilos en distinto tipos de suelo ya sea origen ígneo o calcáreo y en pendientes ligeramente inclinadas. En elevaciones de 549 a 1067 m s. n. m.

## Estado de conservación
No se conocen amenazas para la conservación de esta especie, además, sus poblaciones suelen ser grandes. Habita en el parque nacional Big Bend en Texas.